# 大西一栄
大西 一栄（おおにし いちえ）は、日本のモデル。滋賀県出身。身長:171cm。日本酒の利き酒師の免許を持つ。